# Brachynema axillare
Brachynema axillare là một loài thực vật có hoa trong họ Olacaceae. Loài này được Duno & P.E.Berry mô tả khoa học đầu tiên năm 1995.